# Abdul Qadir (generale afghano)
Abdul Qadir Dagarwal (Herat, 1944 – Kabul, 22 aprile 2014) è stato un generale, politico e rivoluzionario afghano, Fu uno dei fautori della Rivoluzione di Saur del 1978, e uno dei membri più importanti del Partito Democratico Popolare dell'Afghanistan.

## Biografia
Qadir nacque a Herat nel 1944 e si addestrò come pilota in Unione Sovietica. Nel 1973 partecipò al colpo di Stato che diede vita alla Repubblica dell'Afghanistan sotto la presidenza di Mohammed Daud Khan. Nel 1978 fu a capo degli squadroni dell'Aeronautica militare afghana che attaccarono la stazione della radio e della tv afghana nell'ambito della Rivoluzione di Saur. Dopo tale avvenimento servì per tre giorni come l'effettivo leader dell'Afghanistan quando il Partito Democratico Popolare dell'Afghanistan prese il potere e dichiarò la nascita della Repubblica Democratica dell'Afghanistan.
in seguito divenne ministro della difesa dell'Afghanistan, per tre giorni a partire dal maggio del 1978. Il 6 maggio Qadir chiese consiglio ai comandanti sovietici sul come trattare le persone sotto gli arresti. Il 17 agosto, Qadir ancora ministro della difesa, fu messo agli arresti per aver preso parte ad una cospirazione organizzata dai membri della fazione Parcham del Partito comunista afghano in esilio. Siccome Qadir era molto popolare tra i militari, il presidente dell'Afghanistan Nur Muhammad Taraki commutò la condanna a morte a 15 anni di carcere.
Dopo l'invasione sovietica dell'Afghanistan avvenuta nel 1979 che portò alla morte di Hafizullah Amin, Qadir fu scarcerato dal nuovo regime di Babrak Karmal, le sue cariche politiche che aveva tenuto prima nel Partito Democratico Popolare dell'Afghanistan furono ripristinate e servì ancora come ministro della difesa dal 1982 al 1985 sotto il governo di Babrak Karmal.
dopo l'invasione sovietica, Kabul fu messa in stato d'assedio. I ponti furono bloccati, barriere e imboscate nascoste furono compiute sulle strade che portavano alla capitale. Qadir fu nominato comandante militare della capitale. Come parte dei cambiamenti nel paese, si ritirò dal Politburo del partito democratico popolare nel novembre del 1985, un anno dopo fu nominato ambasciatore a Varsavia in Polonia dal presidente Mohammad Najibullah. Fu richiamato in Afghanistan nel 1988 e di conseguenza eletto al parlamento afghano. Dopo il ritiro sovietico dall'Afghanistan nel 1989 si crede che sia volato in Bulgaria e abbia chiesto asilo politico.
È morto a Kabul il 22 aprile 2014 a causa di un aumento della pressione arteriosa e di un'emorragia cerebrale.